# 婆罗洲的猪笼草
《婆罗洲的猪笼草》（Pitcher-Plants of Borneo）是安西娅·飞利浦和安东尼·兰姆创作的关于婆罗洲猪笼草的专著。他们与皇家植物园和马来西亚自然协会联合，1996年由自然历史出版社第一次出版。2008年，李乾加入其中更新并大幅扩展并出版了《婆罗洲的猪笼草》的第二版。

## 主要内容
第一版中的分类法基于马修·杰布和马丁·奇克1997年的专著《猪笼草属（猪笼草科）的框架性修订》。当《婆罗洲的猪笼草》发表时，这篇专著还在筹备中。而第二版中大部分是遵循马修·杰布和马丁·奇克2001年的专著《猪笼草科》中的分类法。这两版都投入了很大的篇幅来介绍猪笼草属植物的植物学和园艺学历史。第一版中物种说明附带的水彩画是由苏珊·M·飞利浦（Susan M. Phillipps）创作的，第二版中，他们补充了大量由李乾拍摄的原生地照片。第一版中包含了所述物种和自然杂交种的俗名；而第二版中部分俗名被去掉了。。
第一版包括了32个物种、7个自然杂交种和一个未描述的类群（Nepenthes sp.，现已被描述为胡瑞尔猪笼草）。第二版则包括了36个物种，增加了陈氏猪笼草（N. chaniana）、法萨猪笼草（N. faizaliana）、有腺猪笼草（N. glandulifera）、粗毛猪笼草（N. hispida）、胡瑞尔猪笼草（N. hurrelliana）、大飞碟猪笼草（N. platychila）和佛氏猪笼草（N. vogelii）。按照《猪笼草科》中的修订，一些出现在第一版中物种在2008年的第二版中被认为是同物异名：婆罗洲猪笼草（N. borneensis）为博世猪笼草（N. boschiana）的同物异名，窄唇猪笼草（N. leptochila）为刚毛猪笼草（N. hirsuta）的同物异名。大猪笼草（N. maxima）也被提出物种列表，因为其被认为并不存在于婆罗洲，所有类似的类群实际上为暗色猪笼草（N. fusca）。2008年的第二版中也认为扎克里猪笼草（N. zakriana）是暗色猪笼草的同物异名，并认为纳奎友丁猪笼草（N. naquiyuddinii）是暗色猪笼草和两眼猪笼草（N. reinwardtiana）的自然杂交种。

### 所述物种
该书的第一版共介绍了33个物种，其中包括一个未描述的类群。
1. 白环猪笼草
N. albomarginata
2. 苹果猪笼草
N. ampullaria
3. 二齿猪笼草
N. bicalcarata
4. 婆罗洲猪笼草
N. borneensis
5. 博世猪笼草
N. boschiana
6. 豹斑猪笼草
N. burbidgeae
7. 风铃猪笼草
N. campanulata
8. 圆盾猪笼草
N. clipeata
9. 爱德华猪笼草
N. diatas
10. 鞍型猪笼草
N. ephippiata
11. 暗色猪笼草
N. fusca
12. 小猪笼草
N. gracilis
13. 刚毛猪笼草
N. hirsuta
14. 窄唇猪笼草
N. leptochila
15. 劳氏猪笼草
N. lowii
16. 大叶猪笼草
N. macrophylla
17. 大型平庸猪笼草
N. macrovulgaris
18. 马普鲁山猪笼草
N. mapuluensis
19. 大猪笼草
N. maxima
20. 奇异猪笼草
N. mirabilis
21. 柔毛猪笼草
N. mollis
22. 姆鲁山猪笼草
N. muluensis
23. 毛律山猪笼草
N. murudensis
24. 诺斯猪笼草
N. northiana
25. 细毛猪笼草
N. pilosa
26. 莱佛士猪笼草
N. rafflesiana
27. 马来王猪笼草
N. rajah
28. 两眼猪笼草
N. reinwardtiana
29. 窄叶猪笼草
N. stenophylla
30. 毛盖猪笼草
N. tentaculata
31. 维奇猪笼草
N. veitchii
32. 长毛猪笼草
N. villosa
33. N. sp. 
胡瑞尔猪笼草

第二版共介绍了36个物种。
1. 白环猪笼草
N. albomarginata
2. 苹果猪笼草
N. ampullaria
3. 二齿猪笼草
N. bicalcarata
4. 博世猪笼草
N. boschiana
5. 豹斑猪笼草
N. burbidgeae
6. 风铃猪笼草
N. campanulata
7. 陈氏猪笼草
N. chaniana
8. 圆盾猪笼草
N. clipeata
9. 爱德华猪笼草
N. diatas
10. 鞍型猪笼草
N. ephippiata
11. 法萨猪笼草
N. faizaliana
12. 暗色猪笼草
N. fusca
13. 有腺猪笼草
N. glandulifera
14. 小猪笼草
N. gracilis
15. 刚毛猪笼草
N. hirsuta
16. 粗毛猪笼草
N. hispida
17. 胡瑞尔猪笼草
N. hurrelliana
18. 劳氏猪笼草
N. lowii
19. 大叶猪笼草
N. macrophylla
20. 大型平庸猪笼草
N. macrovulgaris
21. 马普鲁山猪笼草
N. mapuluensis
22. 奇异猪笼草
N. mirabilis
23. 柔毛猪笼草
N. mollis
24. 姆鲁山猪笼草
N. muluensis
25. 毛律山猪笼草
N. murudensis
26. 诺斯猪笼草
N. northiana
27. 细毛猪笼草
N. pilosa
28. 宽唇猪笼草
N. platychila
29. 莱佛士猪笼草
N. rafflesiana
30. 马来王猪笼草
N. rajah
31. 两眼猪笼草
N. reinwardtiana
32. 窄叶猪笼草
N. stenophylla
33. 毛盖猪笼草
N. tentaculata
34. 维奇猪笼草
N. veitchii
35. 长毛猪笼草
N. villosa
36. 佛氏猪笼草
N. vogelii

## 同行评议
分类学家简·斯洛尔（Jan Schlauer）在1998年6月的《食虫植物通讯》中评论了《婆罗洲的猪笼草》。他认为：“这对于所有期望有一个关于婆罗洲猪笼草属物种现有了解的最新评论的人来说是较为失望的”。但简·斯洛尔对其中的水彩画称赞道：“这提供了一个关于该物种非常准确的原生地景象”。简·斯洛尔总结道：“这本书对于业余猪笼草收藏家来说是一个不错的选择，但其不应用于科研”。